# 大报恩寺 (南京)
大报恩寺位于江苏省南京市秦淮区中华门外雨花路东侧秦淮河畔长干里，原址为南朝时期的长干寺。大报恩寺中著名的琉璃塔修建于明朝永乐至宣德年间。

## 历史

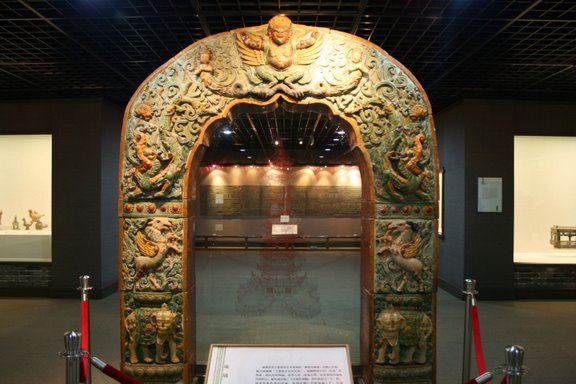
大报恩寺塔琉璃构件。现藏于南京博物院

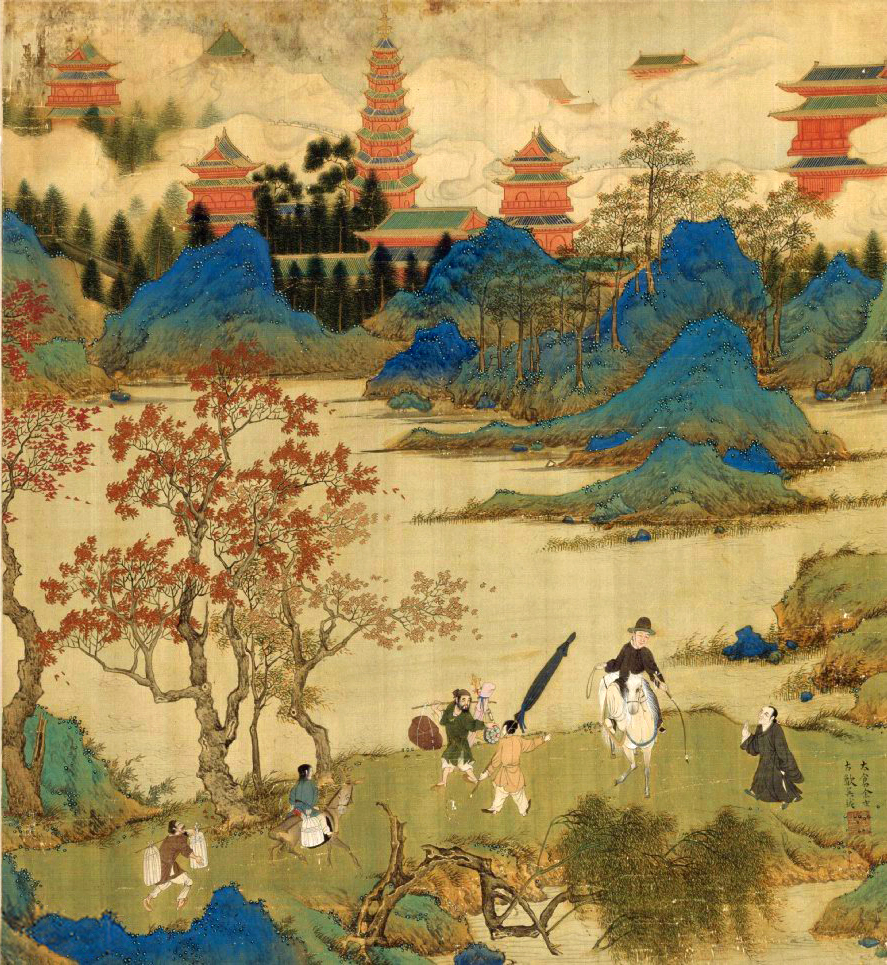
《徐顯卿宦跡圖·鹿鳴徹歌》表現的徐顯卿中式隆慶二年（1568年）應天府鄉試之後的場景，背景可見南京大報恩寺塔

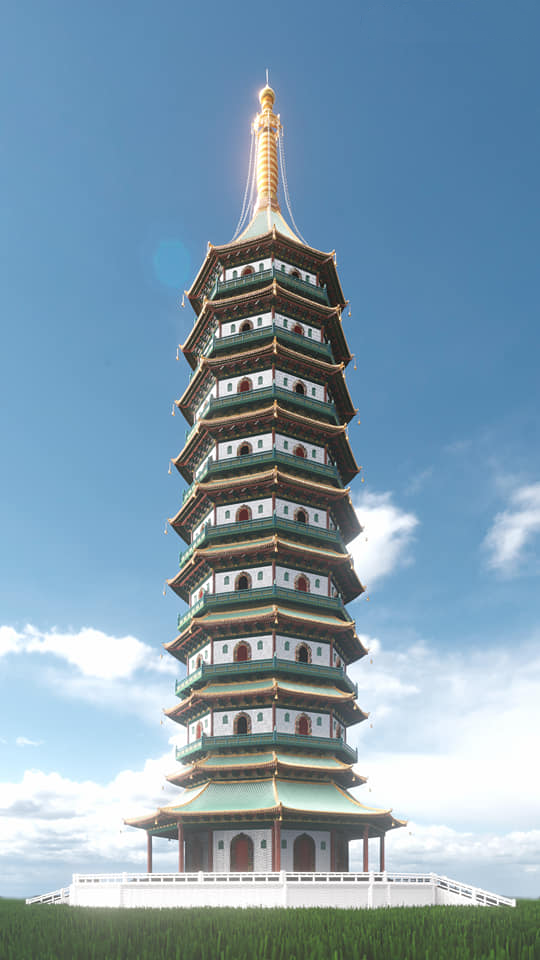
大报恩寺塔的数字复原图

寺院地处古长干里。东吴赤烏年间，康僧會致舍利，吳大帝神其事，置建初寺及阿育王塔。这是江南塔寺之始，後孫皓毀廢，不久恢复。西晋太康年，劉薩訶又掘得舍利于長干里，復建長干寺。东晋咸安年间，晉簡文帝勅長干造三級塔。南梁大同年间，梁武帝詔修長干塔。南唐時廢。北宋天禧年间，改名为天禧寺。
明朝洪武时，庙宇毁坏。永乐三年（1405年），明成祖朱棣曾下令工部修缮天禧寺。不久，无籍僧人放火焚寺，寸木不存。工部侍郎黃立恭奏請募眾財略為修葺。永樂十年（1412年），勅工部重建。据永樂十一年（1413年）的《重修報恩寺勅》和朱棣亲述，为报父亲朱元璋和母亲孝慈高皇后马氏的父母之恩重修此寺。
在1412年到1431年期间兴建的一组规模庞大，有如宫殿的建筑群。大报恩寺施工极其考究，完全按照皇宫的标准来营建。地基上先钉入粗大木桩，然后纵火焚烧，使之变成木炭，再用铁轮滚石碾压夯实，木炭上加铺一层朱砂，以防潮、杀虫。寺内有殿阁20多座，画廊118处，经房38间。历时19年，耗银250万两，徵调工役10多万人。
永乐二十二年（1424年）春三月，重建天禧寺将成，朱棣赐名大报恩寺，亲制碑文。位于大殿后的大报恩寺琉璃塔建造于永乐十年（1412年），宣德三年（1428年）竣工，费用计钱粮银二百四十八万余两、金钱百万，工期长达十九年，由时任南京守备的航海家郑和督造，九层八面，高达78.2米，甚至数十里外长江上也可望见。塔身白瓷贴面，拱门琉璃门券。門框飾有狮子、白象、飞羊等佛教題材的五色琉璃磚。刹顶镶嵌金银珠宝。角梁下悬挂風鈴152个，日夜作響，聲聞數里。自建成之日起就点燃长明塔灯140盞，每天耗油64斤，金碧辉煌，昼夜通明。塔内壁布满佛龛。该塔是金陵四十八景之一。嘉靖末年，大报恩寺“經火蕩然惟塔及禪殿香積厨僅存”。
明清时代，一些欧洲商人、游客和传教士来到南京，称之为「南京瓷塔」，将它与罗马鬥獸场、亚历山大地下陵墓、比萨斜塔相媲美，称之为中古世界七大奇观之一，也是南京的象征。戏剧家汤显祖（1550－1616）在《登报恩塔归骑望塔灯》一诗中写道：“表里山川尽，胜寄烟云惬。江光日气饮，世界空明摄。”汤显祖登上大报恩寺琉璃塔，除了登高望远被壮丽景色所感叹外，还表现了宗教建筑场所精神崇高的感召力。
1856年，太平天国发生天京之變，北王韦昌辉由于担心翼王石达开部队占据制高点向城内发炮，下令炸毁大报恩寺。此后大报恩寺仅存一青铜色塔刹（1930年代后失踪）和8米高的石碑。
相传建造亲该塔时曾一式烧製三份琉璃构件，一份用来建塔，两份埋入地下用于替换。1958年在眼香庙、芙蓉山、窑岗村一带出土的大批琉璃构件上多带有墨书的字号标记。构件现分藏于中国国家博物馆、南京博物院和南京市博物馆。2004年后南京市政府开始筹划复建事宜，2007年，大报恩寺遗址公园正式启动建设。2008年8月7日，在南京大报恩寺遗址出土的铁函中发现了七宝阿育王塔，内藏“佛顶真骨”。被评为2010年度全国十大考古新发现。
大报恩寺重建工程是南京市2010年城市建设“十六个重大项目”之一，万达集团董事长王健林向该工程捐赠10亿元人民币。2015年12月16日，大报恩寺遗址公园开园并于次日正式开放。

## 现存遗迹
- 大报恩寺碑：包括南面的御制大报恩寺左碑和北面的御制大报恩寺右碑两座，分别刻制于明永乐二十二年（1424年）和宣德三年（1428年），两碑原对称布置于寺内香河桥南北两侧，相距约100米，原碑亭今均已不存。现状左碑碑身、碑额已毁，仅存龟趺座（图），右碑尚基本完好，但龟趺座已残缺，碑文模糊不清[4]。《金陵梵刹志》一书中录有两碑碑文，左碑约计444字，右碑约计429字[5]。

## 交通

### 公共汽车
| 大报恩寺遗址公园（建初寺） | 大报恩寺遗址公园（建初寺） | 大报恩寺遗址公园（建初寺） | 大报恩寺遗址公园（建初寺） | 大报恩寺遗址公园（建初寺）         |
| 编号                       | 路线                       | 路线                       | 路线                       | 备注                               |
| -------------------------- | -------------------------- | -------------------------- | -------------------------- | ---------------------------------- |
| B19祭扫专线                | 钟灵街                     | ⇆                          | 鲤鱼山公墓                 | 仅清明节前的双休日及清明节期间运行 |
| D58                        | 珍珠泉总站                 | ⇆                          | 中华门城堡                 | 原 D18                             |
| Y2                         | 雨花南路总站               | ⇆                          | 幕府创新小镇               | 原 802（第一代）                   |
| Y14                        | 已于2025年1月18日停办      | 已于2025年1月18日停办      | 已于2025年1月18日停办      | 已于2025年1月18日停办              |
| Y20                        | 已于2024年11月30日停办     | 已于2024年11月30日停办     | 已于2024年11月30日停办     | 已于2024年11月30日停办             |
| 2                          | 中华门地铁站               | ⇆                          | 墨香路总站                 |                                    |
| 6                          | 万寿停车场                 | ⇆                          | 清凉山公园                 |                                    |
| 38                         | 大明西路                   | ⇆                          | 中华门地铁站               |                                    |
| 202                        | 雨花台南大门               | ⇆                          | 灵谷寺公园                 | 原 游2                             |
| 202区间                    | 雨花台南大门               | ⇆                          | 理工大                     |                                    |
| 701                        | 东山总站西门               | ⇆                          | 军师巷                     | 原 101（第一代）                   |
| 706                        | 明月港湾                   | ⇆                          | 军师巷                     | 原 106（第一代）                   |

### 地铁
南京地铁一号线中华门站下，沿中山南路右转西街走500米，即可到达。

## 图片

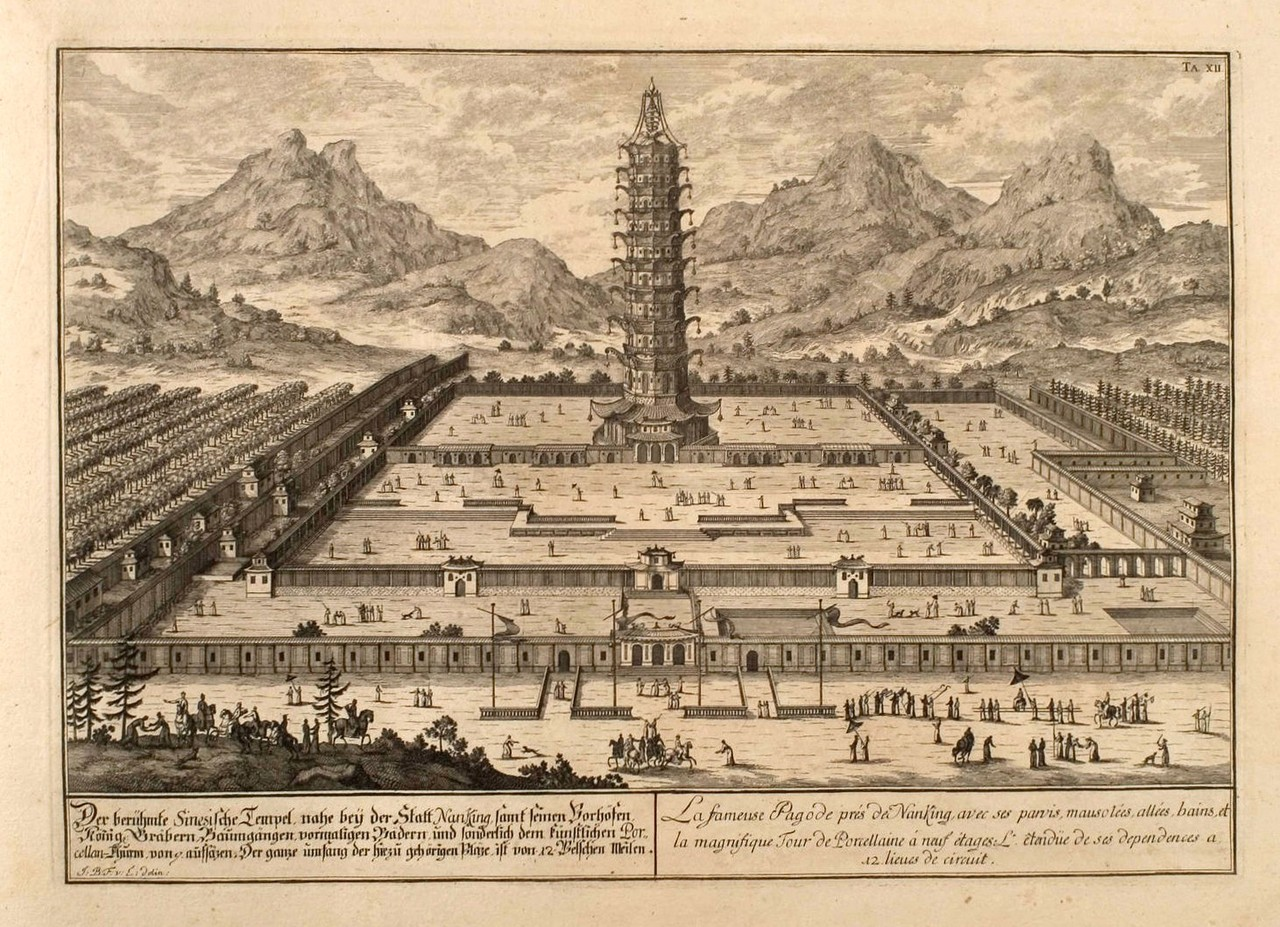
約翰·柏納·費歇爾·馮·埃爾拉赫於1721年出版《Plan of Civil and Historical Architecture》的中所畫的大报恩寺
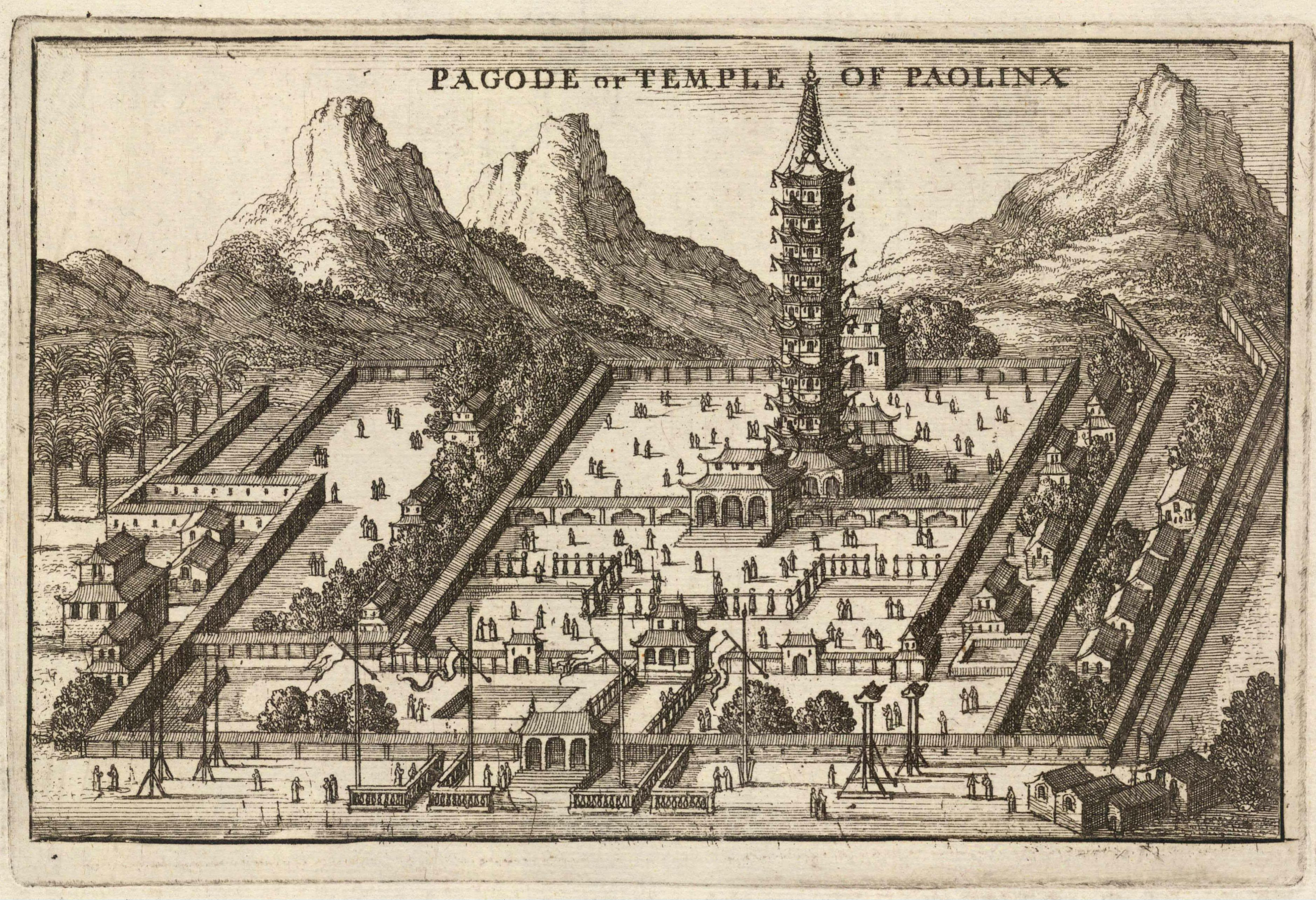
Wenceslaus Hollar所绘之琉璃塔，17世纪
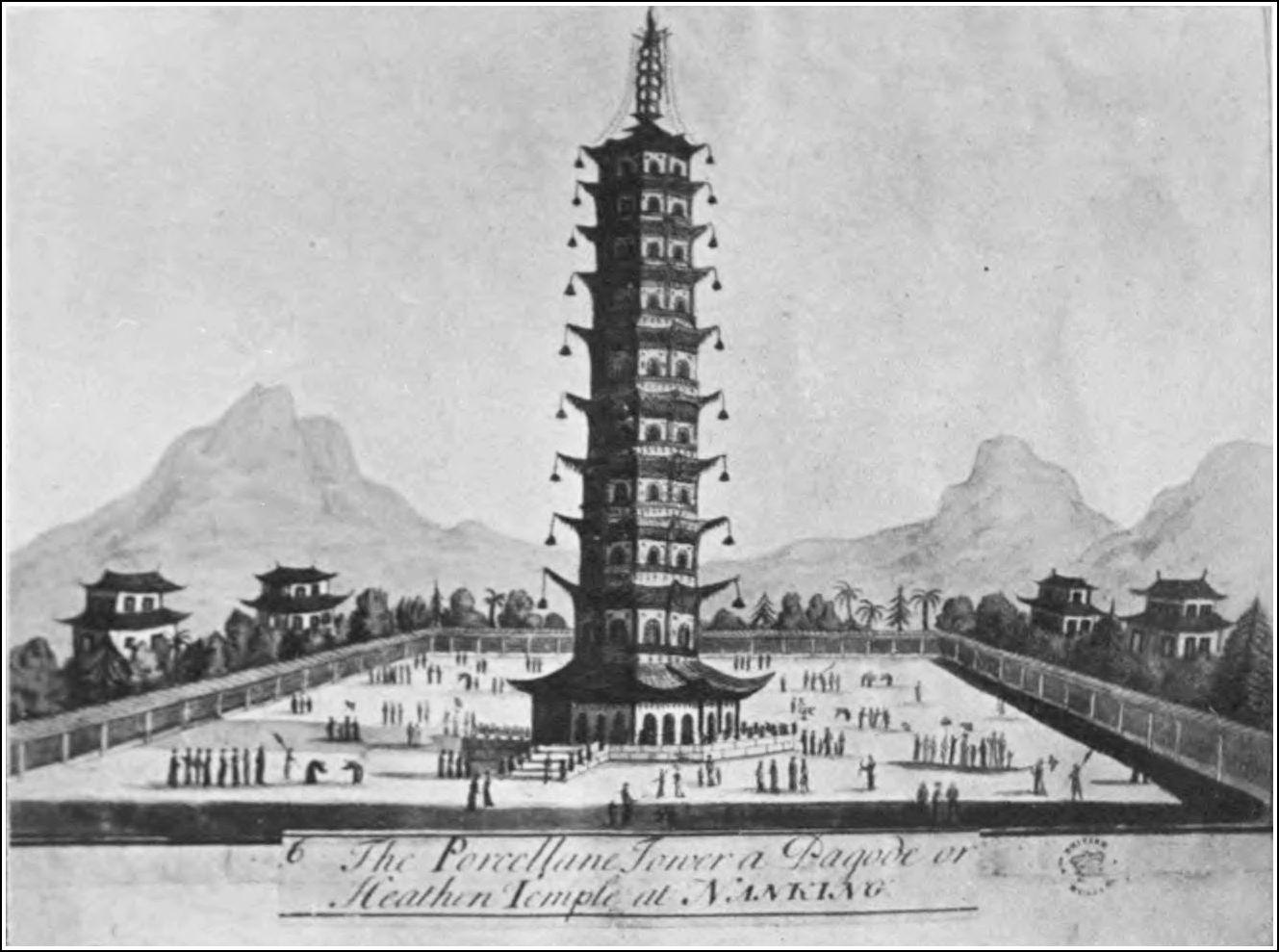
Arnold Wright于1908年所绘之琉璃塔
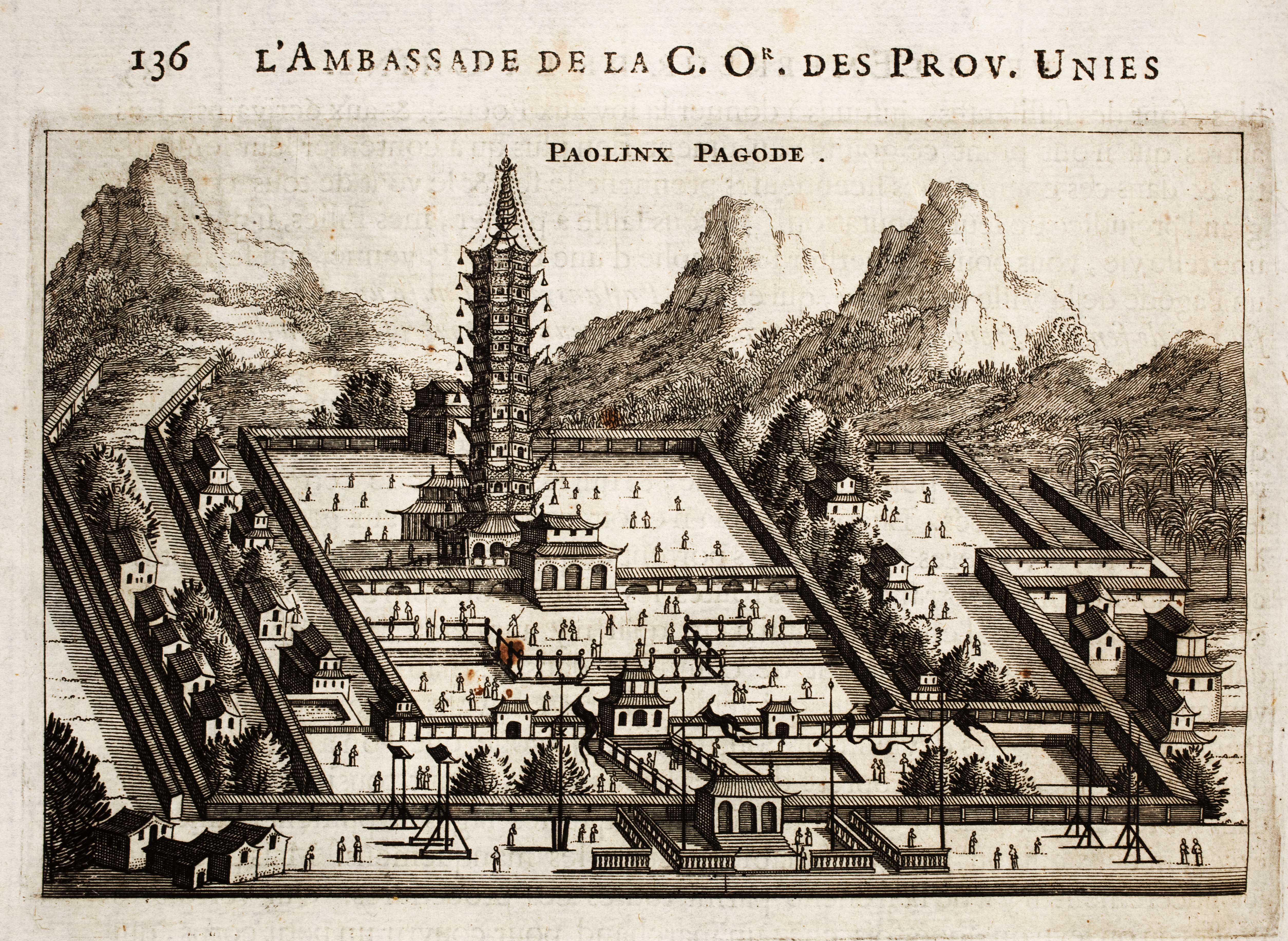
1665年约翰·纽霍夫绘画
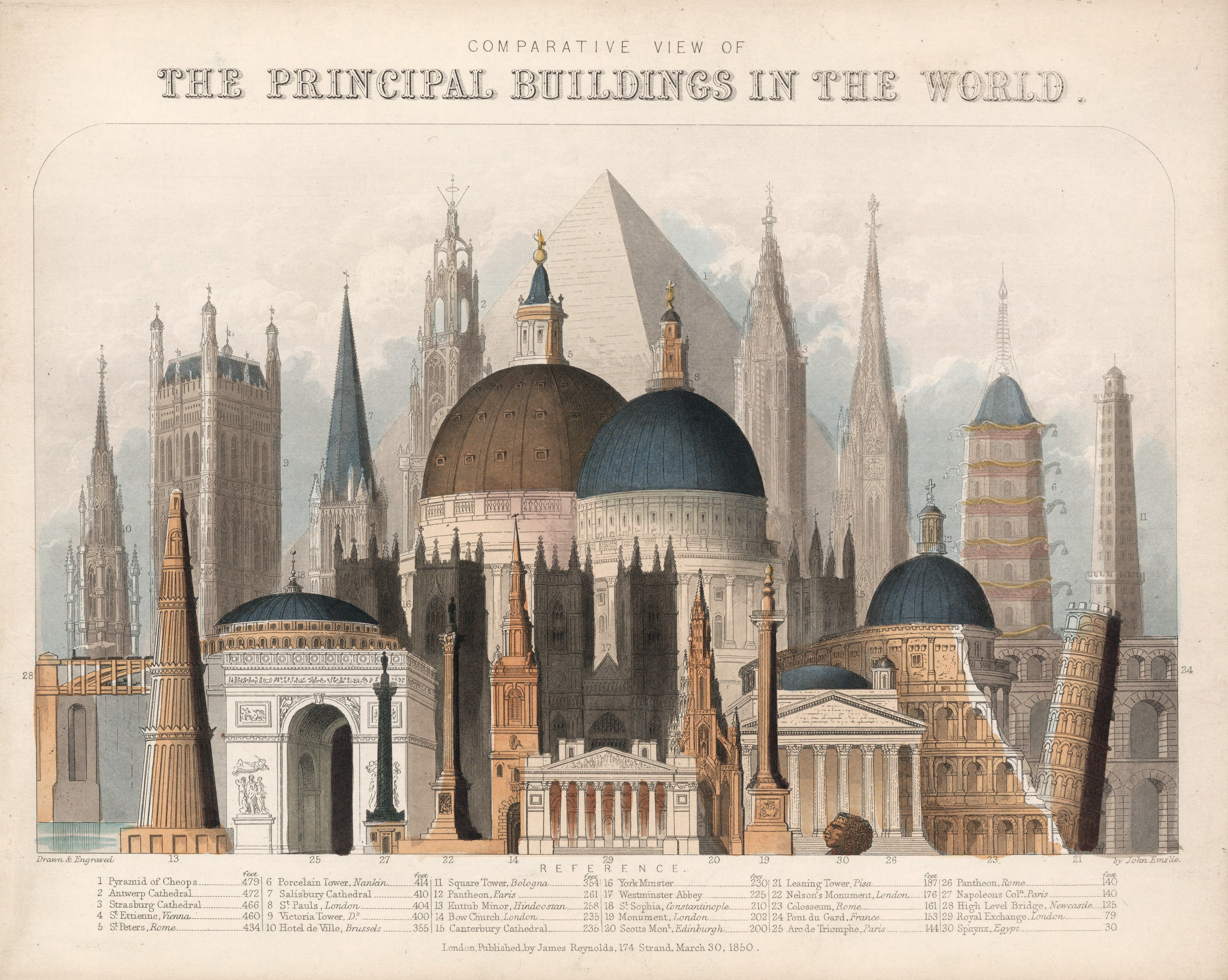
James Reynolds & John Emslie于1850年所绘之《世界主要建筑》，其中有大报恩寺琉璃塔
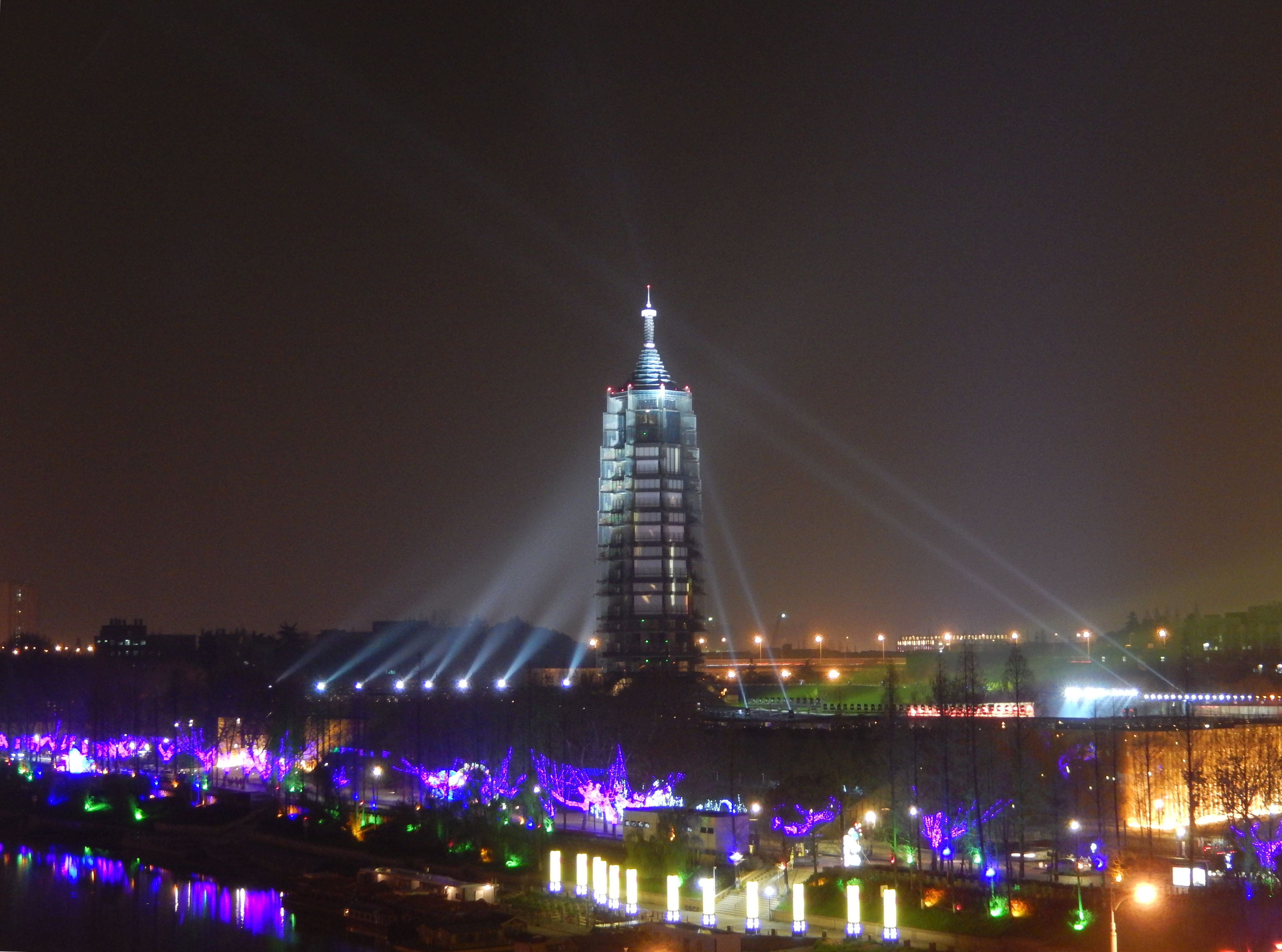
重建后的大报恩寺琉璃塔，2017年3月
大報恩寺遺址與重建后的琉璃塔，2024年6月